# Synthpop
El synthpop és un gènere musical derivat de la new wave i desenvolupat als anys 70-80 del segle passat, principalment al Regne Unit i Alemanya. Es caracteritza per les melodies de sintetitzador (que li donen nom) i la influència del pop en l'estructura, així com l'abundància d'efectes i un tema central que es repeteix. Un dels primers cançons d'èxit del gènere va ser Popcorn per Gershon Kingsley el 1969.
Entre molts d'altres, el gènere compta amb grups com: Depeche Mode, The Cure, New Order, Eurythmics, Tears for Fears, Ultravox, The Buggles, The Communards, Erasure i De/Vision. En el context català, un dels grups pioners en recollir i impulsar aquest tipus de música van ser els Self-Delusion.